# Água de Beber

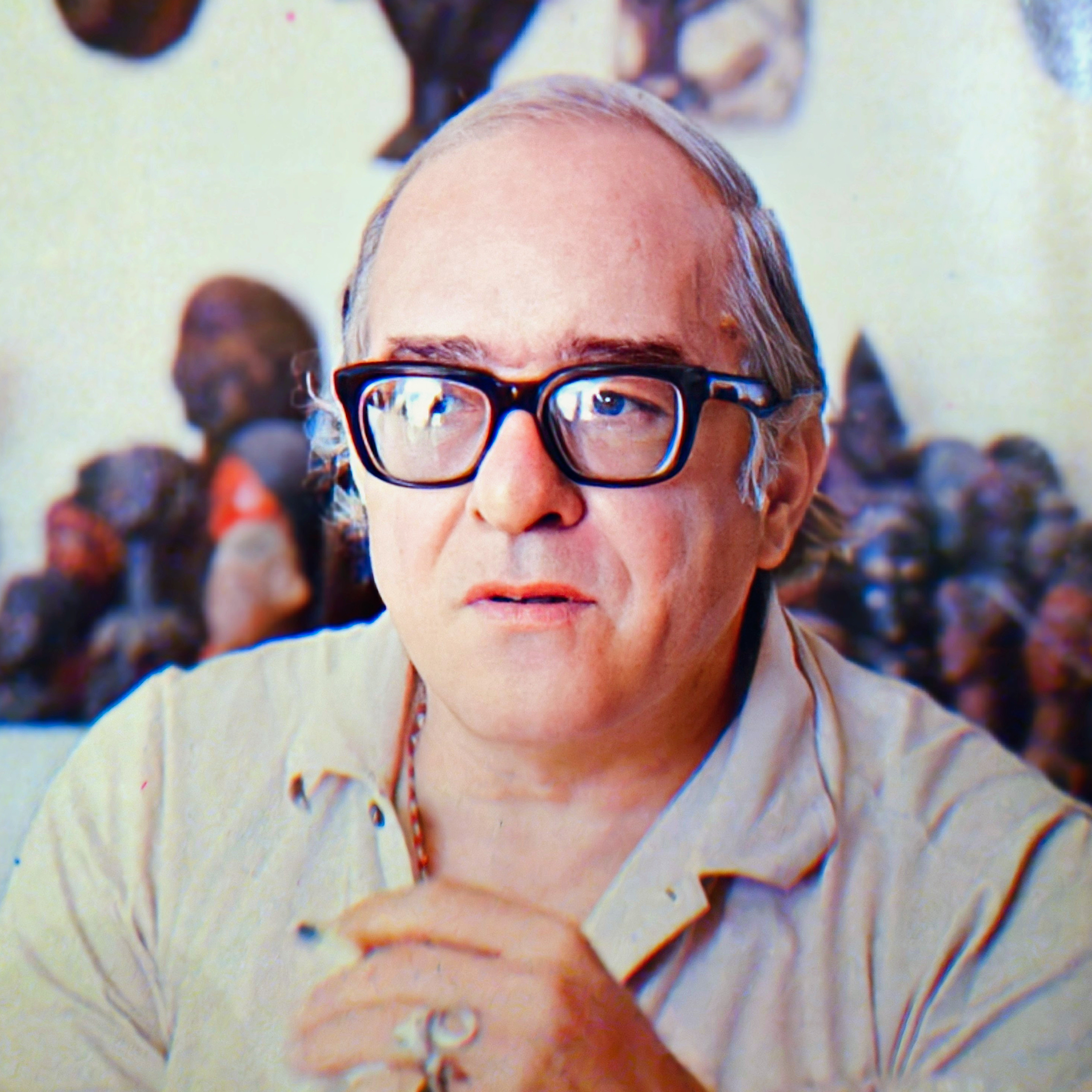
Vinicius de Moraes, autor da letra.

"Agua de Beber" é uma canção do movimento chamado Bossa nova, composta por Antonio Carlos Jobim, com letra de Vinicius de Moraes e lançada em 1961. A letra da versão em inglês foi escrita por Norman Gimbel.
Em 2022, os diretores Filipe Gontijo e Henrique Siqueira estreiam um curta-metragem de mesmo nome sobre a criação da música.

## Histórias sobre a música
"Um dos engenheiros que ajudaram na construção de Brasília, Kléber Farias Pinto, relatou que em 1959, época da construção da nova capital do Brasil, Juscelino Kubitschek, o presidente do país, convidou Tom Jobim e Vinicius de Moraes para passar uma temporada no Catetinho (palácio provisório, feito de madeira) para compor uma sinfonia que deveria ser executada no dia da inauguração de Brasília. Uma certa noite Vinicius e Tom caminhavam perto do Palácio de Madeira quando ouviram o barulho de água atrás do Catetinho e perguntaram ao vigia "mas que barulho de água é esse aqui?". "Você não sabe não? É aqui que tem água de beber, camará", respondeu o guarda. Assim conheceram a fonte de água e da inspiração para a primeira música composta em Brasília."
Farias Pinto "foi um dos primeiros a ouvir a música, cantada por Tom e Vinícius no único hotel da cidade horas depois de compô-la. Para mostrar que a história é verdadeira, guarda até hoje uma declaração escrita do próprio Tom Jobim."
O termo "camarada" na época da construção de Brasília era muito usado pelos trabalhadores ao dirigir a palavra aos engenheiros e artistas que frequentavam o lugar e ao próprio Presidente Juscelino Kubitschek.
Há ainda a entrevista dada por João Bosco, que afirma que numa conversa com Tom Jobim sobre a admiração que tinha sobre essa música e a frase do título e da inspiração deles, ele disse: "É, mas você tem que tomar cuidado porque não é a que vocês bebem. A água é a aquavit [ou akvavit], uma aguardente da Dinamarca, Noruega... à base de batata e ervas, uma bebida particular”, disse o músico.

## Gravações
- Antônio Carlos Jobim — The Composer of Desafinado, Plays (1963)
- Maysa — Canção do Amor mais Triste (1962)
- Astrud Gilberto (c/ Jobim) — The Astrud Gilberto Album (1965)
- La Lupe (c/ Tito Puente) — Tú y Yo (1965)
- Frank Sinatra (c/ Jobim) — Sinatra & Company (1967)
- Juan García Esquivel — The Genius of Esquivel (1967)
- Al Jarreau — Glow (1976)
- Ella Fitzgerald — Ella Abraça Jobim (1981)
- Joseph Portes — Agua de beber (1988)
- Lee Ritenour — A Twist of Jobim (1997, various artists)
- Charlie Byrd — My Inspiration: Music of Brazil (1999)
- Sophie Milman — Sophie Milman (2004)
- Lucero — Brasileira en vivo (2019)